# Masters de París 2020
El Rolex Paris Masters 2020 fue un torneo de tenis masculino que se jugó en noviembre de 2020 sobre pista dura. Se trató de la 49.ª edición del llamado Masters de París, patrocinado por Rolex. Tuvo lugar en París (Francia).

## Puntos y premios en efectivo

### Distribución del Torneo
| Evento       | G    | F   | SF  | CF  | R16 | R32 | R48 | C  | C2 | C1 |
| Individuales | 1000 | 600 | 360 | 180 | 90  | 45  | 10  | 16 | 8  | 0  |
| Dobles       | 1000 | 600 | 360 | 180 | 90  | 0   | —   | —  | —  | —  |

### Premios en efectivo
| Evento       | G        | F        | SF       | CF       | R16     | R32     | R48     | C2      | C1     |
| Individuales | €301,975 | €200,000 | €133,000 | €100,000 | €69,000 | €39,120 | €22,275 | €10,865 | €6,160 |
| Dobles       | €108,020 | €90,000  | €64,000  | €41,830  | €21,870 | €11,550 | —       | —       | —      |

## Cabezas de serie
Las siguientes tablas muestran a los cabezas de serie y los jugadores que no se presentaron en el torneo. Los cabezas de serie (columna Nº) se determinaron en base a las clasificaciones ATP. Los Puntos son los correspondientes a las clasificaciones ATP del 2 de noviembre de 2020. Si la diferencia entre Puntos ganados y Puntos por defender es positiva (mayor que 0) entonces Nuevos Puntos = Puntos + (Puntos ganados - Puntos por defender) y si no: Nuevos Puntos = Puntos. Así, se premia a quienes consigan más puntos respecto a los obtenidos en la edición anterior sin que por ello se penalice a quienes consigan menos puntos o no hayan concurrido  a la presente edición por el motivo que sea.

### Individuales masculino
| N.º | Rank. | Tenista               | Puntos | Puntos por defender | Puntos ganados | Nuevos puntos | Ronda hasta la que avanzó en el torneo              |
| 1   | 2     | Rafael Nadal          | 9850   | 360                 | 360            | 9850          | Semifinales, perdió ante Alexander Zverev [4]       |
| 2   | 5     | Stefanos Tsitsipas    | 5925   | 180                 | 10             | 5755          | Segunda ronda, perdió ante Ugo Humbert              |
| 3   | 6     | Daniil Medvédev       | 5890   | 10                  | 1000           | 6880          | Campeón, venció a Alexander Zverev [4]              |
| 4   | 7     | Alexander Zverev      | 5015   | 90                  | 600            | 5525          | Final, perdió ante Daniil Medvédev [3]              |
| 5   | 8     | Andréi Rubliov        | 3839   | 10                  | 90             | 3919          | Tercera ronda, perdió ante Stan Wawrinka [12]       |
| 6   | 9     | Diego Schwartzman     | 3285   | 10                  | 180            | 3455          | Cuartos de final, perdió ante Daniil Medvédev [3]   |
| 7   | 10    | Matteo Berrettini     | 3075   | 10                  | 10             | 3075          | Segunda ronda, perdió ante Marcos Giron [Q]         |
| 8   | 14    | David Goffin          | 2555   | 10                  | 10             | 2555          | Segunda ronda, perdió ante Norbert Gomboš [Q]       |
| 9   | 15    | Pablo Carreño         | 2400   | 0                   | 180            | 2580          | Cuartos de final, perdió ante Rafael Nadal [1]      |
| 10  | 17    | Milos Raonic          | 2265   | 45                  | 360            | 2580          | Semifinales, perdió ante Daniil Medvédev [3]        |
| 11  | 19    | Karen Jachanov        | 2245   | 10                  | 10             | 2245          | Primera ronda, perdió ante Alejandro Davidovich [Q] |
| 12  | 20    | Stan Wawrinka         | 2230   | 90                  | 180            | 2320          | Cuartos de final, perdió ante Alexander Zverev [4]  |
| 13  | 18    | Grigor Dimitrov       | 2260   | 360                 | 0              | 2260          | Baja antes de la segunda ronda.                     |
| 14  | 21    | Félix Auger-Aliassime | 2171   | 0                   | 10             | 2181          | Primera ronda, perdió ante Marin Čilić              |
| 15  | 24    | Borna Ćorić           | 1820   | 10                  | 45             | 1855          | Segunda ronda, perdió ante Jordan Thompson          |
| 16  | 25    | Álex de Miñaur        | 1815   | 90                  | 90             | 1815          | Tercera ronda, perdió ante Daniil Medvédev [3]      |

- Ranking del 26 de octubre de 2020.[2]

#### Bajas masculinas
| Rank. | Tenista          | Puntos antes | Puntos ganados | Puntos después | Motivo                         |
| ----- | ---------------- | ------------ | -------------- | -------------- | ------------------------------ |
| 1     | Novak Djokovic   | 11 830       | 0              | 11 830         | Imposibilidad de sumar puntos. |
| 3     | Dominic Thiem    | 9125         | 0              | 9125           | Lesión en el tobillo.          |
| 11    | Gaël Monfils     | 2860         | 0              | 2860           | Lesión en el cuello.           |
| 12    | Denis Shapovalov | 2830         | 0              | 2830           |                                |
| 13    | Roberto Bautista | 2710         | 0              | 2710           | Lesión en el codo              |
| 16    | Fabio Fognini    | 2400         | 0              | 2400           | Test positivo de coronavirus.  |
| 18    | Grigor Dimitrov  | 2260         | 0              | 2260           | Lesión en el pié.              |
| 22    | Christian Garín  | 2135         | 0              | 2135           |                                |

### Dobles masculino
| Tenista                              | Ranking | Preclasificado |
| Robert Farah Horacio Zeballos        | 4       | 1              |
| Mate Pavić Bruno Soares              | 11      | 2              |
| Rajeev Ram Joe Salisbury             | 17      | 3              |
| Łukasz Kubot Marcelo Melo            | 24      | 4              |
| Pierre-Hugues Herbert Nicolas Mahut  | 25      | 5              |
| Wesley Koolhof Nikola Mektić         | 27      | 6              |
| John Peers Michael Venus             | 34      | 7              |
| Jürgen Melzer Édouard Roger-Vasselin | 47      | 8              |

## Campeones

### Individual masculino
Daniil Medvédev venció a  Alexander Zverev por 5-7, 6-4, 6-1

### Dobles masculino
Félix Auger-Aliassime /  Hubert Hurkacz vencieron a  Mate Pavić /  Bruno Soares por 6-7(3-7), 7-6(9-7), [10-2]